# Wang Jin-pyng

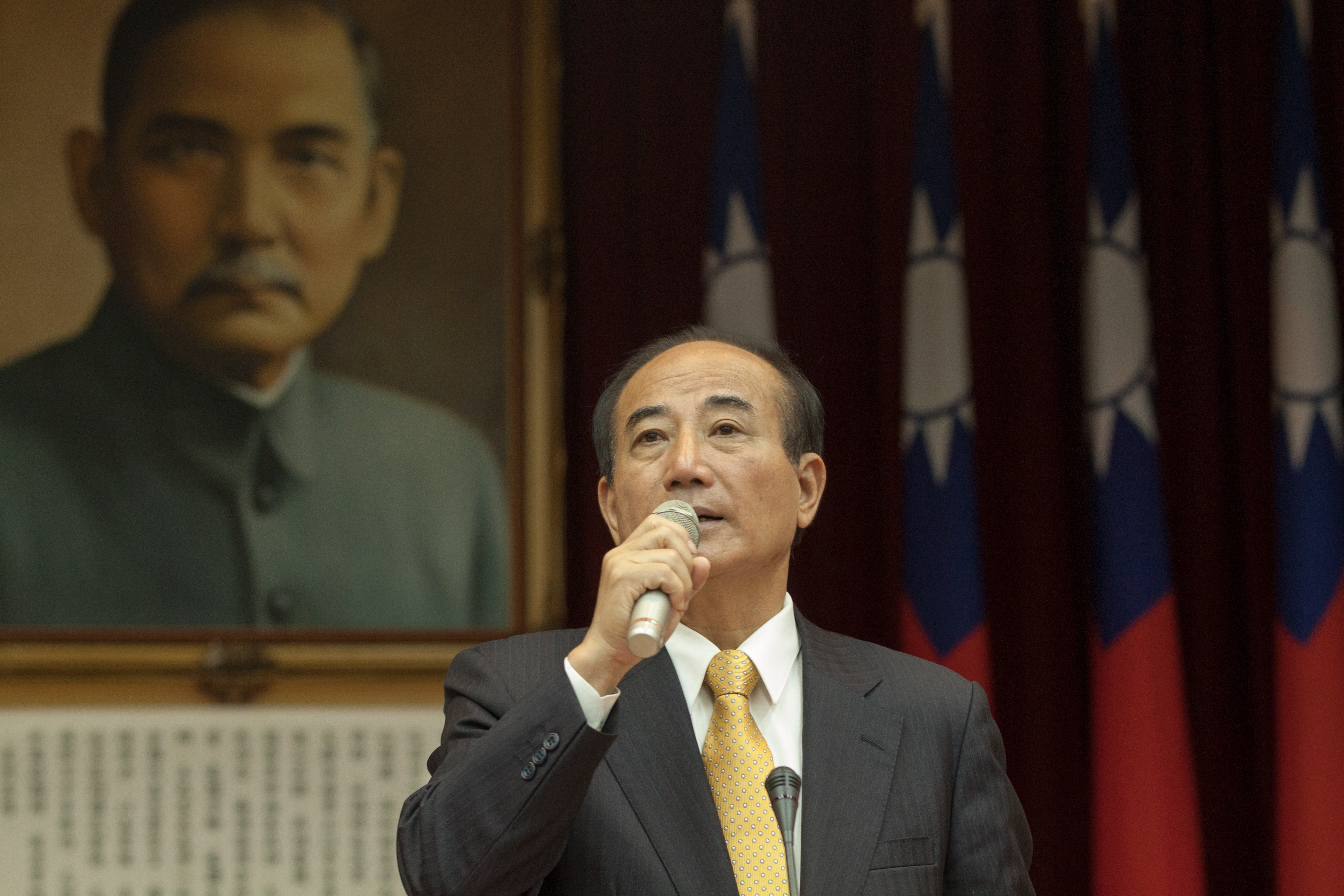
Wang Jin-pyng (2011)

Wang Jin-pyng (chinesisch 王金平, Pinyin Wáng Jīnpíng; * 17. März 1941 in Luzhu, Landkreis Kaohsiung) ist ein taiwanischer Politiker und ehemaliger Präsident des Legislativ-Yuans, des Parlaments der Republik China (Taiwan).

## Leben
Wang Jin-pyng absolvierte ein Mathematikstudium an der Pädagogischen Universität Taiwan in Taipeh und war nach seinem Abschluss im Jahr 1965 als Mathematiklehrer tätig. Später stieg er in das Lebensmittel-Unternehmen seiner Familie ein und war 1975 der erste Vorsitzende der neugegründeten Industrie- und Handelskammer Kaohsiung. Im selben Jahr trat er der Regierungspartei Kuomintang bei.

## Politische Karriere
Wang wurde 1975 als Abgeordneter der Kuomintang in den Legislativ-Yuan der Republik China gewählt, dem er seither ununterbrochen angehört. Ab 1993 war er Vizepräsident und ab 1999 Präsident des Legislativ-Yuans. Dank der Mehrheit seiner Partei in diesem Gremium hatte er das Amt auch in der Zeit von 2000 bis 2008 inne, in der sich die Kuomintang aufgrund der Niederlagen in den Präsidentenwahlen von 2000 und 2004 in der Opposition befand. Als gebürtiger Taiwaner stand Wang in der chinafreundlichen Kuomintang (siehe auch Taiwan-Konflikt) zumeist für den gemäßigten lokalbewussten Flügel der Partei. Von 2000 bis 2005 hatte er unter dem Parteivorsitzenden Lien Chan das Amt des Vize-Vorsitzenden der Kuomintang inne. Nach dem Rücktritt Liens kandidierte Wang für das Amt des Parteivorsitzenden, musste sich jedoch seinem Mitbewerber, dem späteren Präsidenten Ma Ying-jeou deutlich geschlagen geben. Es war die erste Wahl in der Geschichte der Kuomintang, in der der Vorsitzende direkt von allen Parteimitgliedern gewählt wurde und in der mehr als nur ein Kandidat für das Amt des Vorsitzenden zur Wahl stand.
Nach dem erstmaligen Verlust der Kuomintang-Mehrheit bei den Parlamentswahlen 2016 endete Wangs fast siebzehnjährige Amtszeit als Parlamentspräsident mit dem Ende der Legislaturperiode am 31. Januar 2016.

### Kurzzeitiger Ausschluss aus der Kuomintang und Abhörskandal
Anfang September 2013 wurden Vorwürfe der Sonderuntersuchungseinheit (Special Investigation Division) des Justizministeriums laut, wonach Wang Jin-pyng in einem Untersuchungsverfahren gegen den Oppositionspolitiker Ker Chien-ming (Demokratische Fortschrittspartei) Einfluss auf die Staatsanwaltschaft ausgeübt habe. Präsident Ma reagierte mit harscher Kritik, erklärte die Vorgänge zu einer Schande für die taiwanische Demokratie und kündigte Wangs Ausschluss aus der Kuomintang an, der am 12. September 2013 erfolgte. Kritiker äußerten die Vermutung, Mas heftige Reaktion diene dem Ziel, sich eines innerparteilichen Rivalen zu entledigen. Der Ausschluss aus der Partei hätte den Verlust seines Mandats als Abgeordneter des Parlaments und somit auch das Ende seines Amts als Parlamentspräsident bedeutet. Wang ging indes gerichtlich gegen seinen Parteiausschluss vor und erwirkte, in der Partei bleiben zu dürfen, und war somit weiterhin Parlamentspräsident.
Im Zusammenhang mit der Affäre wurde bekannt, dass die Sonderuntersuchungseinheit des Justizministeriums nicht nur Telefongespräche zwischen Wang und Ker Chien-ming, sondern auch die Telefone zahlreicher weiterer Parlamentsabgeordneter abgehört hatte. Dieses Vorgehen löste im Parlament wie in der Bevölkerung lautstarke Proteste gegen das Justizministerium und Präsident Ma aus und hatte den Rücktritt des Justizministers Tseng Yung-fu zur Folge.